# Xabier Isasa
Xabier Isasa Larrañaga (Urretxu, 24 agosto 2001) è un ciclista su strada spagnolo che corre per il team Euskaltel-Euskadi; è professionista dal 2022.

## Palmarès

### Strada
- 2019 (Juniores, una vittoria)

Classifica generale Vuelta a Pamplona
- 2021 (Dilettanti, due vittorie)

Xanisteban Saria
San Roman Saria

## Piazzamenti

### Grandi Giri
- Vuelta a España

2024: 104º

### Competizioni europee
- Campionati europei

Anadia 2022 - In linea Under-23: 24º